# Humanes Mammatumorvirus
Das Humane Mammatumorvirus (HMTV) ist ein Betaretrovirus mit einer Verwandtschaft zum Maus-Mammatumorvirus (MMTV, Spezies Betaretrovirus murmamtum). Die Existenz eines solchen Virus wurde seit Jahrzehnten vermutet, aber Nukleotidsequenzen, die auf ein eigenständiges Virus beim menschlichen Brustkrebs hinweisen, wurden erst 2001 bestätigt. Virale Partikel wurden einige Jahre später isoliert. Die Rolle von HTMV und MMTV beim menschlichen Brustkrebs wird überprüft.